# Ik ben je prooi
Ik ben je prooi is een single van de Nederlandse zanger Wolter Kroes samen met Isabella Smit uit het televisieprogramma Utopia, uitgebracht in 2014. De single werd opgenomen op het terrein van Utopia. Het nummer werd als Muziekdownload uitgebracht op 22 augustus en bereikte de nummer 1-positie van de Nederlandse Single Top 100. Het nummer bleef 2 weken in de lijst staan, de tweede week stond Ik ben je prooi op nr. 45.

## Hitnoteringen

### NederlandseSingle Top 100
| Positie: | 1 | 45 |